# 京都府道625号岩ヶ鼻須川線
京都府道625号岩ヶ鼻須川線（きょうとふどう625ごう いわがはなすがわせん）は、京都府宮津市から京丹後市に至る一般府道である。

## 概要
宮津市字岩ヶ鼻から京丹後市弥栄町須川に至る。
宮津市北部の養老地区の中心である岩ヶ鼻と京丹後市弥栄町東部の野間地区にある須川を連絡する路線である。途中に不通区間が存在する。
本路線は、1959年（昭和34年）に一般府道250号岩ヶ鼻弥栄線として認定された。1977年（昭和52年）に竹野郡弥栄町須川（当時）から終点にかけての区間が主要地方道に昇格し、京都府道57号弥栄本庄線の一部として分離したため、残部を一般府296号岩ヶ鼻須川線として認定された。1994年（平成6年）に625へ改番。

### 路線データ
- 起点：宮津市字岩ヶ鼻（日ヶ谷口交差点、国道178号交点）
- 終点：京丹後市弥栄町須川（霞橋交差点、京都府道75号浜丹後線交点）
- 総延長：6.6872 km[1]
- 不通区間：宮津市字日ヶ谷 - 京丹後市弥栄町須川

## 路線状況
宮津市字日ヶ谷から京丹後市弥栄町須川にかけての市境付近は不通区間となっている。起終点間を迂回する代用ルートとしては、国道178号または京都府道621号下世屋本庄線から京都府道652号久僧伊根線と丹後縦貫林道を経由し、与謝郡伊根町と京丹後市の境界付近から京都府道57号弥栄本庄線を利用する方法が挙げられる。
また、1 - 1.5車線程度の狭隘な区間が連続している。道路幅や周囲の状況については、Google マップの衛星画像によって鮮明な画像が全区間で提供されているため確認できる。

### 重複区間
- 京都府道621号下世屋本庄線（宮津市字日ヶ谷 - 宮津市字日ヶ谷・落山口交差点）

### 道路施設

#### 橋梁
- 新外垣橋（犀川、宮津市）
- 大日橋（犀川、宮津市）

## 地理

### 通過する自治体
- 京都府
  - 宮津市 - 京丹後市

### 交差する道路
| 交差する道路                           | 市町村名 | 交差する場所 | 交差する場所          |
| -------------------------------------- | -------- | ------------ | --------------------- |
| 国道178号 国道482号 重複               | 宮津市   | 字岩ヶ鼻     | 日ヶ谷口交差点 / 起点 |
| 京都府道621号下世屋本庄線 重複区間起点 | 宮津市   | 字日ヶ谷     |                       |
| 京都府道621号下世屋本庄線 重複区間終点 | 宮津市   | 字日ヶ谷     | 落山口交差点          |
| 未供用区間                             |          |              |                       |
| 京都府道75号浜丹後線                   | 京丹後市 | 弥栄町須川   | 霞橋交差点 / 終点     |

### 沿線
官公庁・公共施設
- 宮津市役所 日ヶ谷地区連絡所

教育
- 宮津市立養老小学校

神社・仏閣
- 日吉神社
- 大森神社
- 洞養寺

企業
- NTT西日本京都支店養老RT